# Sankt Mariæ Sogn
Sankt Mariæ Sogn er et sogn i Helsingør Domprovsti (Helsingør Stift).
Sankt Mariæ Sogn lå i Helsingør Købstad, som geografisk hørte til Lynge-Kronborg Herred i Frederiksborg Amt. Ved kommunalreformen i 1970 blev Helsingør Købstad kernen i Helsingør Kommune.
I Sankt Mariæ Sogn ligger Sankt Mariæ Kirke fra 1430 og Kronborg Slotskirke fra 1582.
I sognet findes følgende autoriserede stednavne:
- Grønnehave (trinbræt)
- Højstrup (trinbræt)
- Kronborg (bebyggelse)
- Kronborg Fæstning (bebyggelse, ejerlav)
- Lappen (areal)
- Marienlyst (trinbræt)
- Tårnhøjshuse (bebyggelse)